# Q. J. Peterson
Quentin J. "Q. J." Peterson (Hedgesville, Virginia Occidental, 12 de octubre de 1994) es un baloncestista estadounidense que pertenece a la plantilla de los Nanjing Monkey Kings de la CBA china. Con 1,83 metros de estatura, juega en la posición de base.

## Trayectoria deportiva

### Universidad
Jugó cuatro temporadas con los Keydets del Instituto Militar de Virginia, en las que promedió 19,5 puntos, 5,9 rebotes, 2,7 asistencias y 1,6 robos de balón por partido. En su primera temporada fue incluido en el segundo mejor quinteto de la Big South Conference y en el mejor quinteto de novatos, mientras que en sus dos últimas campañas lo fue en el mejor quinteto de la Southern Conference, tras cambiar su universidad de conferencia.

### Profesional
Tras no ser elegido en el Draft de la NBA de 2017, en el mes de septiembre firmó su primer contrato profesional con el equipo checo del USK Praha, donde jugó solo seis partidos, en los que promedió 21,5 puntos y 7,7 rebotes, hasta que en el mes de noviembre aceptó ir a jugar a la liga coreana, al Anyang KGC. Allí acabó la temporada promediando 16,0 puntos y 4,6 rebotes por encuentro.
La temporada siguiente regresó a Europa, fichando en noviembre de 2018 con el APOEL B.C. de la Primera División de Chipre, pero solo llegó a disputar nueve partidos, en los que promedió 15,3 puntos y 5,3 rebotes, dejando el equipo en enero de 2019.
No volvió a jugar profesionalmente hasta noviembre de 2019, cuando firmó con el MBC Mykolaiv de la Superliga de Ucrania. Hasta el parón por el coronavirus estaba promediando 29,5 puntos, 7,6 rebotes y 7,1 asistencias por partido.
En la temporada 2020-21, juega en las filas del Bakken Bears de la Basketligaen.
El 10 de julio de 2021, firma por el Gaziantep BŞB de la BSL turca.
El 17 de julio de 2022 llegó a un acuerdo por un año con los Nanjing Tongxi Monkey Kings de la CBA china.